# Pagaronia daisenensis
Pagaronia daisenensis är en insektsart som beskrevs av Toyohi Okada 1978. Pagaronia daisenensis ingår i släktet Pagaronia och familjen dvärgstritar. Inga underarter finns listade i Catalogue of Life.